# گیاه‌پارچ دودندان
گیاه‌پارچ دودندان (نام علمی: Nepenthes bicalcarata)، یک گونه از سرده گیاه پارچ در بورنئو، اندونزی می‌باشد.
مورچه شیرجه‌زن دارای هم‌زیستی دوسویه شدیدی با گیاه‌پارچ دودندان است.